# Євдокимов Василь Михайлович
Васи́ль Миха́йлович Євдоки́мов (нар. 14 січня 1928, Миколаїв) — український баяніст, диригент та педагог, заслужений працівник культури України (1973), професор.

## Життєпис
Брав участь у боях Другої світової війни. 1958 року закінчив Одеську консерваторію (клас баяна Леоніда Степановича Шаврука, диригування — Валентина Єфремова), де відтоді лишився викладати.
В 1969—1983 роках — декан оркестрового факультету, протягом 1983–2008-х — завідувач кафедри народних інструментів, одночасно — художній керівник та головний диригент оркестру народних інструментів при Академії.
За сумісництвом в 1956—1968 роках працював викладачем, завідувачем відділу народних інструментів Музичного училища, протягом 1968-1974-х — художнім керівником народного оркестру баяністів Будинку культури профтехосвіти, в тому ж часі — ансамблю «Гармоніка» при Філармонії.
Здійснював гастролі в Австрії, у Німеччині, Польщі, РФ, Фінляндії.
Є одним із засновників одеської баянно-акордеонної школи.
Серед вихованців — Іван Єргієв, Володимир Мурза, Олександр Сокол.